# 이즈미 아스카
이즈미 아스카(일본어: 和泉 明日香)는 일본의 만화가로 도쿄 출신이다. 2003년에 《도마뱀 왕자(トカゲ王子)》로 제33회 LMG 프레시 데뷔상을 수상, 《LaLa DX》 9월호(하쿠센샤)로 데뷔했다. 이후 호평을 받아 장기 연재하기 시작했고 제29회 '하쿠센샤 아테나 신인대상' 우수상을 수상했다. 현재 LaLa DX에서 사신의 발라드를 연재하고 있다.
대한민국에는 《도마뱀 왕자》와 《사신의 발라드》가 대원씨아이에서 출판되었다.

## 작품
- 도마뱀 왕자（2003년 ~ 2005년、LaLa DX・LaLa、하쿠센샤） 전 2권
- 사신의 발라드（2005년 ~ 2007년, LaLa DX・LaLa）- 1-2권